# 국도 제2호선
국도 제2호선은 전라남도 신안군 장산면 북강항에서 경상남도를 거쳐 부산광역시 중구 옛시청 교차로를 잇는 대한민국의 일반 국도이다. 남해안권 도시를 잇는 주요 국도이며, 남해고속도로, 경전선과 선형이 비슷한 것이 특징이다.
과거 기점이 국도 제1호선의 기점과 같은 목포시였으나, 신안군으로 기점이 변경되었다.

## 역사
1950년대 초반, 정부는 국가 교통망을 체계적으로 정비하기 위하여 주요 간선 도로를 국도로 지정하였는데, 이때 국도 제2호선이 처음으로 제정되었다. 제정 당시의 노선은 부산에서 광주에 이르는 구간을 연결하는 것이었으며, 이는 남해안을 따라 영남과 호남을 이어주는 주요 교통 축으로 기능하였다.
이후 도로망 정비, 행정 구역 개편, 교통 수요의 변화 등에 따라 국도 제2호선의 노선은 수차례 조정되었다. 현행 노선은 부산광역시 남구 대연동, 곧 부산항 인근을 기점으로 하여 전라남도 목포시를 종점으로 삼고 있으며, 주요 경유지는 부산·김해·창원·진주·하동·남해·여수·순천·보성·장흥·강진·해남 등으로, 남해안을 따라 이어지는 장거리 간선 도로라 할 수 있다.
국도 제2호선은 단순한 교통로의 기능을 넘어 여러 측면에서 의의를 지닌다. 첫째, 남해·여수·순천·강진·해남·목포 등 남해안의 주요 관광지를 연결함으로써 관광 산업의 진흥에 크게 기여한다. 둘째, 부산항과 광양항을 연계하여 영남과 호남 남부 지역의 산업 물류 이동에 있어 중추적 역할을 담당한다. 셋째, 남해고속도로 및 여수·순천을 잇는 고속도로 등 고속 간선망의 확충으로 교통량이 일정 부분 분산되었음에도 불구하고, 여전히 지역 간 연계와 지방 교통의 실질적 수단으로서 그 기능을 유지하고 있다.
오늘날 국도 제2호선은 일부 구간에서 확장 공사와 우회도로 개설이 이루어져 도심 혼잡 완화에 기여하고 있으며, 정부가 추진하는 남해안 관광도로 조성 사업과도 긴밀히 연계되어 있다. 이러한 점에서 국도 제2호선은 향후에도 지역 발전과 국가 균형 발전 차원에서 전략적 중요성을 지속적으로 지닐 것으로 평가된다.

## 연혁
- 1971년 8월 31일 : 일반국도노선지정령에 의해 국도 제2호선 목포 ~ 부산선이 됨.[1]
- 1972년 11월 30일 : 노선 개량으로 인해 창원군 진전면 양촌리 806m 구간을 680m 로, 창원군 진북면 지산리 1.391 km 구간을 1.207 km 로 도로구역 변경[2]
- 1978년 1월 31일 : 광양군 진상면 섬거리 430m 구간 개통, 기존 320m 구간 폐지[3]
- 1981년 5월 30일 : 대통령령 제10247호 일반국도노선지정령 개정에 따라 변경된 2 km 구간으로 도로구역 변경[4]
- 1981년 8월 17일 : 국도로 승격된 목포시 석현동 ~ 영암군 삼호면 용앙리 11.178 km 구간 개통, 기존 지정 구간인 목포시 대의동2가 ~ 영암군 삼호면 용앙리 11.322 km 구간 폐지[5]
- 1988년 8월 18일 : 골약육교(광양군 골약면 중군리) 746m 구간 개통[6]
- 1989년 3월 11일 : 의창군 진동면 사동리, 진동리 일대 구 도로부지 폐지[7]
- 1996년 7월 1일 : 종점을 '부산직할시 중구'에서 '부산광역시 중구'로 변경함.[8]
- 1997년 1월 5일 : 목포 ~ 광양간 고속화도로 중 보성 ~ 득량 구간(보성군 보성읍 원봉리 ~ 득량면 예당리) 개통[9], 섬거우회도로(광양시 진상면 섬거리) 개통[10]
- 1998년 9월 28일 : 목포 ~ 삼호간 도로(목포시 석천동 ~ 영암군 삼호면 용앙리) 10.9 km 구간 확장 개통[11]
- 1998년 12월 28일 : 삼호 ~ 성전간 도로(영암군 삼호면 산호리 ~ 강진군 성전면 성전리) 25.04 km 구간 확장 개통[12]
- 1999년 11월 4일 : 삼계교(진주시 내동면 유수리 ~ 삼계리) 3.05 km 구간 개통[13]
- 1999년 12월 31일 : 지원교(광양시 진상면 지원리 ~ 섬거리) 560m 구간 재가설 개통, 기존 250m 구간 폐지[14]
- 2000년 2월 24일 : 남강댐 건설로 수몰되는 사천시 곤명면 정곡리 ~ 신흥리 2.7 km 구간 이설 개통, 기존 구간 폐지[15]
- 2001년 1월 22일 : 광양 ~ 골약간 도로(광양시 광양읍 용강리 ~ 중군동) 6.9 km 구간 확장 개통[16]
- 2001년 8월 25일 : 기점을 '전라남도 목포시'에서 '전라남도 신안군 장산면'으로 연장. 이에 따라 '신안 ~ 부산선'이 됨.[17]
- 2001년 9월 28일 : 진해 ~ 부산간 도로 및 장복터널(진해시 서중동 ~ 용원동) 8.4 km 구간 확장 개통[18], 진해 ~ 부산간 도로(경상남도 진해시 가주동 ~ 부산광역시 강서구 송정동) 6.33 km 구간 확장 개통[19], 순아3구 ~ 명지간 도로(부산광역시 강서구 명지동 순아3구 ~ 명지 나들목) 1.902 km 구간 개통[20]
- 2002년 12월 30일 : 강진군 군동면 라천리 ~ 장흥군 장흥읍 금산리 14.5 km 구간 확장 개통[21]
- 2002년 12월 31일 : 성전 ~ 강진간 도로(강진군 성전면 성전리 ~ 군동면 라천리) 13.04 km 구간 확장 개통[22]
- 2003년 1월 17일 : 진주 ~ 진성간 도로(진주시 가좌동 ~ 진성면 상촌리) 13.18 km 구간 확장 개통[23], 기존 10.1 km 구간 폐지[24]
- 2004년 1월 19일 : 진해시 여좌동 ~ 풍호동 8.72 km 구간 확장 개통, 기존 7.91 km 구간 폐지[25]
- 2004년 9월 13일 : 광양시 국도대체우회도로 중 월전 ~ 세풍간 도로(순천시 해룡면 월전리 ~ 광양시 광양읍 세풍리) 5.8km 구간을 자동차 전용도로로 지정[26], 목포시 국도대체우회도로 중 삼향 ~ 삼호 ~ 청호간 도로(무안군 삼향면 맥포리 ~ 영암군 삼호면 서호리) 16.0km 구간을 자동차 전용도로로 지정[27]
- 2004년 12월 23일 : 진성 ~ 이반성, 이반성 ~ 임곡간 도로(진주시 사봉면 무촌리 ~ 마산시 진전면 임곡리) 19.34 km 구간 확장 개통[28], 기존 20.7 km 구간 폐지[29][30]
- 2004년 12월 27일 : 장흥군 장흥읍 금산리 ~ 보성군 미력면 초당리 21.9km 구간 확장 개통[31]
- 2006년 9월 18일 : 진주 ~ 완사간 도로(사천시 곤명면 봉계리 ~ 정곡리 4.94 km 구간과 사천시 곤명면 신흥리 ~ 진주시 내동면 유수리 1.64 km 구간, 진주시 내동면 삼계리 ~ 독산리 2.96 km 구간) 총 9.54 km 구간 임시개통[32]
- 2006년 12월 19일 : 진주 ~ 완사간 도로(사천시 곤명면 신흥리 ~ 진주시 내동면 유수리 200m 구간, 진주시 내동면 삼계리 ~ 독산리 268m) 총 468m 구간 확장 개통[33] 및 기존 사천시 곤명면 봉계리 ~ 정곡리 5.65 km 구간과 사천시 곤명면 신흥리 ~ 진주시 내동면 유수리 1.95 km 구간, 진주시 내동면 삼계리 ~ 독산리 2.96 km 구간 (총 10.56 km) 폐지[34], 현동 ~ 내서간 도로 중 현동 나들목 구간(마산시 예곡동 ~ 우산동) 1.24 km 구간 개통[35]
- 2006년 12월 27일 : 광양시 광양읍 세풍리 ~ 성황동 9.28 km 구간을 자동차 전용도로로 지정[36]
- 2007년 3월 6일 : 광양시 광양읍 세풍리 세풍 분기점 ~ 순천시 해룡면 신대리 신대 분기점 3.0km 구간 확장 개통[37]
- 2008년 6월 19일 : 마창대교(마산시 현동 ~ 창원시 양곡동) 8.59 km 구간을 자동차 전용도로로 지정[38]
- 2008년 7월 1일 : 마산시 국도대체우회도로(우산 ~ 귀곡간 도로 및 마창대교, 마산시 현동 ~ 창원시 양곡동) 10.47 km 구간 신설 개통[39]
- 2008년 8월 28일 : 신안군 압해면 신장리 ~ 목포시 산정동 3.563 km 구간 개통[40]
- 2009년 7월 28일 : 보성군 보성읍 봉산리 3.51 km 구간 확장 개통, 기존 보성군 보성읍 봉산리 ~ 미력면 도개리 13.16 km 구간 폐지[41]
- 2010년 5월 31일 : 마산시 진전면 임곡리 ~ 진동면 인곡리 8.45 km 구간을 자동차 전용도로로 지정[42]
- 2010년 12월 28일 : 진동우회도로(창원시 마산합포구 진전면 봉곡리 ~ 임곡리 1.09 km 구간과 창원시 마산합포구 진전면 오서리 ~ 진동면 인곡리 9.18 km 구간) 확장 개통[43] 및 기존 창원시 마산합포구 진전면 오서리 ~ 임곡리 1.6 km 구간과 창원시 마산합포구 진전면 근곡리 ~ 진동면 인곡리 6.75 km 구간 폐지[44][45]
- 2011년 6월 10일 : 진주시 내동면 독산리 ~ 가좌동 7.0 km 구간을 자동차 전용도로로 지정[46]
- 2011년 10월 11일 : 코리아 그랑프리 개최로 2011년 10월 17일까지 목포시 국도대체우회도로(무안군 삼향면 맥포리 ~ 영암군 삼호읍 서호리) 15.2 km 구간 임시 개통[47]
- 2011년 12월 23일 : 구 서해안고속도로 구간인 목포 나들목 ~ 죽림 분기점 4.8 km 구간이 국도로 이관[48], 목포시 국도대체우회도로(무안군 삼향면 맥포리 ~ 영암군 삼호읍 서호리) 15.2 km 구간 개통[49]
- 2012년 1월 18일 : 신대 교차로 ~ 세풍 교차로(순천시 해룡면 신대리 ~ 광양시 광양읍 세풍리) 3.55 km 구간 임시 개통[50]
- 2012년 1월 20일 : 신대 교차로(순천시 해룡면 신대리) 임시 개통[51]
- 2012년 2월 17일 : 창원시 마산합포구 진동면 동전리 ~ 우산동 3.5 km 구간 임시 개통[52]
- 2012년 2월 29일 : 진주시 국도대체우회도로의 유곡 ~ 정촌간 도로(진주시 내동면 독산리 ~ 정촌면 화개리) 3.4 km 구간 확장 개통[53]
- 2012년 4월 12일 : 신대 교차로 ~ 세풍 교차로(순천시 해룡면 신대리 ~ 광양시 광양읍 세풍리) 3.55 km 구간 확장 개통[54][55]
- 2012년 7월 16일 : 목포시 국도대체우회도로 개통으로 인해 기존 영암군 삼호읍 나불리 ~ 서호리 8.5 km 구간 폐지[56]
- 2012년 10월 23일 : 구 서해안고속도로(목포 나들목 ~ 죽림 분기점, 목포시 대양동 ~ 무안군 삼향면 맥포리) 4.405 km 구간을 자동차 전용도로로 지정[57]
- 2012년 11월 30일 : 창원시 마산합포구 진동면 동전리 ~ 우산동 6.56 km 구간 확장 개통[58], 기존 창원시 마산합포구 현동 ~ 우산동 1.05 km 구간 폐지[59]
- 2013년 10월 7일 : 창원시 성산구 양곡동 ~ 완암동 2.908 km 구간을 자동차 전용도로로 지정[60]
- 2014년 7월 17일 : 2016년 12월까지 하의 ~ 신의간 연도교(신안군 하의면 오림리 ~ 신의면 하태서리) 개설공사를 위해 1.389km 구간 도로구역 변경[61]
- 2016년 3월 15일 : 진주시 국도대체우회도로의 유곡 ~ 정촌간 도로 및 정촌 ~ 호탄간 도로(진주시 내동면 독산리 ~ 가좌동) 3.48 km 구간 개통[62], 기존 진주시내 10.48 km 구간 폐지[63]
- 2016년 4월 8일 : 진주시 국도대체우회도로 개통으로 진주시 시내 구간을 해제하고 국도대체우회도로 구간으로 노선 변경[64]
- 2017년 6월 27일 : 삼도대교 개통[65]
- 2017년 9월 : 진주혁신도시 연결램프(진주시 문산읍 옥산리) 600m 구간 개통[66]
- 2017년 9월 29일 : 진상 ~ 하동간 도로 1공구(전라남도 광양시 진월면 마룡리 ~ 경상남도 하동군 하동읍 목도리) 7.08 km 구간 신설 개통, 기존 전라남도 광양시 진월면 마룡리 ~ 경상남도 하동군 하동읍 광평리 12.87 km 구간 폐지[67]
- 2018년 2월 14일 : 압해 ~ 암태간 도로 1공구(신안군 암태면 신석리) 1.0 km 구간 개량 개통, 기존 구간 폐지[68]
- 2018년 9월 21일 : 하동군 북천면에서 추진중인 코스모스 축제기간 차량의 원활한 소통을 위해 10월 7일까지 하동 ~ 완사간 도로(하동군 북천면 방화리 ~ 옥정리) 4.1 km 구간 임시 개통[69]
- 2018년 12월 13일 : 광양시 성황동 ~ 진월면 마룡리 7.81 km 구간을 자동차 전용도로로 지정[70]
- 2018년 12월 28일 : 하동 ~ 적량간 도로 2공구 및 하동 ~ 완사간 도로 1공구(하동군 하동읍 목도리 ~ 북천면 옥정리) 16.2 km 구간 신설 개통[71], 기존 하동군 하동읍 광평리 ~ 북천면 옥정리 24.92 km 구간 폐지[72]
- 2019년 1월 30일 : 하동 ~ 완사간 도로 2공구(하동군 북천면 옥정리 ~ 사천면 곤명면 봉계리) 3.6 km 구간 신설 개통[73], 기존 구간 폐지[74]
- 2019년 2월 1일 : 2월 7일까지 압해 ~ 암태간 도로 1공구 및 천사대교(신안군 암태면 신석리 ~ 압해읍 송공리) 9.801 km 구간 임시 개통[75]
- 2019년 2월 18일 : 목포시 국도대체우회도로의 자동차 전용도로 총 연장을 16.0km에서 15.2km로 정정[76]
- 2019년 3월 28일 : 세풍 ~ 중군간 도로(광양시 광양읍 세풍리 ~ 성황동) 9.28 km 구간 신설 개통, 기존 순천시 조례동 상비 교차로 ~ 광양시 성황동 15.0 km 구간 폐지[77]
- 2019년 4월 4일 : 압해 ~ 암태간 도로 1공구 및 천사대교(신안군 암태면 신석리 ~ 압해읍 송공리) 9.801 km 구간 신설 개통[78]
- 2019년 12월 19일 : 중군 ~ 진정간 도로(광양시 성황동 ~ 진월면 마룡리) 7.81 km 구간 신설 개통, 기존 17.7 km 구간 폐지[79]
- 2021년 3월 29일 : 추포 ~ 암태간 도로(신안군 암태면 수곡리) 1.82km 구간 신설 개통[80]
- 2023년 11월 30일 : 창원 양곡 ~ 석동간 도로 6.78km 구간 신설 개통.[81]

## 주요 경유지
전라남도
- 신안군 (장산면 · 신의면 · 하의면 · 도초면 · 비금면 · 암태면 · 압해읍) - 목포시 (연산동 · 대양동) - 무안군 (삼향읍 · 일로읍) - 영암군 (학산면 · 삼호읍 · 미암면 · 학산면) - 강진군 (성전면 · 강진읍 · 군동면) - 장흥군 (장흥읍 · 부산면 · 장동면) - 보성군 (보성읍 · 미력면 · 득량면 · 조성면 · 벌교읍) - 순천시 (별량면 · 인월동 · 대룡동 · 야흥동 · 교량동 · 덕월동 · 오천동 · 풍덕동 · 연향동 · 조례동 · 해룡면) - 광양시 (광양읍 · 중군동 · 성황동 · 중동 · 마동 · 광영동 · 금호동 · 태인동 · 진월면 · 진상면 · 진월면 · 다압면)

경상남도
- 하동군 (하동읍 · 적량면 · 횡천면 · 양보면 · 북천면) - 사천시 곤명면 - 진주시 (내동면 · 정촌면 · 가좌동 · 문산읍 · 진성면 · 사봉면 · 일반성면 · 이반성면) - 창원시 (마산합포구 (진전면 · 진북면 · 진동면 · 현동 · 우산동 · 예곡동 · 가포동) - 성산구 (귀산동 · 귀곡동 · 양곡동) - 진해구 (현동 · 경화동 · 석동 · 자은동 · 풍호동 · 장천동 · 원포동 · 죽곡동 · 서중동 · 제덕동 · 서중동 · 남문동 · 성내동 · 남양동 · 마천동 · 두동 · 용원동)

부산광역시
- 강서구 (송정동 · 녹산동 · 명지동) - 사하구 (하단동 · 당리동 · 괴정동) - 서구 (대신동 · 부민동 · 아미동 · 충무동) - 중구 (남포동 · 동광동1가)

## 구간별 도로

### 신안 ~ 목포 구간
신안군 장산면을 기점으로 하여, 신의면, 하의면, 도초면, 비금면, 암태면, 압해읍을 거쳐, 압해대교로 목포시와 연결되었다. 현재 압해대교 구간을 제외한 전 구간이 왕복 2차선 도로이며, 하의도 - 도초도 구간을 제외한 전 구간이 연도교로 연결될 예정이나, 현재 완공된 교량은 목포 - 압해 사이에 있는 압해대교와, 비금 - 도초 사이에 있는 서남문대교, 압해 - 암태 사이에 있는 천사대교가 전부이다.

### 목포 ~ 광양 구간
목포시에서 광양시 진월면에 이르는 구간은 현재 4차로 이상의 고속화도로로 이루어져있다. 1989년부터 7440억원을 투입해 4차로 이상 확포장 공사에 들어가, 보성군 ~ 광양시의 62.6 km 구간이 1998년에, 목포시와 강진군을 잇는 38.1km구간이 2002년에, 강진군과 장흥군을 잇는 구간이 2003년에 각각 확장 개통하였으며, 나머지 장흥군 ~ 보성군의 22 km 구간이 2004년 12월에 개통하면서 목포-광양의 150.5km구간의 4차로 이상 확포장공사가 모두 완료되었다. 이외에, 영산강하굿둑의 교통량을 분담하고, 서해안고속도로와 남해고속도로를 연결하는 우회도로인 무영로가 있다.

### 하동 ~ 진주 구간
현재 하동군 ~ 진주시 구간을 대상으로 기존의 2차선의 굴곡이 심한 노선을 4차선 고속화도로로 개량하는 사업을 하고 있다. 1997년 12월에 착공하여 사천시 곤명면에서 진주시 내동면을 잇는 구간이 2006년 12월 20일에 우선 개통되었다. 그러나 잔여구간인 하동군과 사천시 곤명면을 잇는 구간에 관해서 건설교통부가 기존 계획인 4차로에서 2차로로 축소하여 공사하겠다는 입장을 밝히자 이에 하동군수와 하동군 의회가 반발했다. 그럼에도 불구하고 이명박 정부가 들어선 이후인 2008년 5월을 기해 2차선으로 축소 건설하는 국가기간 교통망 수정계획 안이 발표되자, 이에 다시 국토해양부에 건의하여 이를 원래 계획으로 가는 방향으로 수정해 줄 것을 촉구했고, 이후 국토해양부로부터 2009년 예산으로 65억원의 정부 예산을 배정받을 수 있었다. 그러나 B/C 타당성 조사 결과로는 전구간을 4차선으로 건설하기엔 힘들 것으로 나타났다.

### 진주 ~ 창원 구간
현재 진주시에서 창원시를 잇는 구간의 4차선 확장 이설공사가 진행 중이다. 먼저 진주시 ~ 창원시 진전면 구간이 1996년 4월에 착공하여 2004년 12월 23일자로 기존 2차로에서 4차로로 확장 완공되어 개통하였으며, 현동 나들목 주변 구간이 2006년 12월 21일자로 이설 개통하였다. 잔여구간인 창원시 마산합포구 진전면 ~ 현동 구간은 2010년 12월 선형 개량공사가 완료되었다.
한편 시내 외곽 이설도로로 현동 나들목과 창원시 삼귀동을 잇는 마창대교가 2004년 4월에 착공하여 2008년 7월 1일자로 개통하였다.

### 창원 ~ 부산 구간
2001년 10월 27일자로 창원시 진해구 웅천동과 부산광역시 강서구 명지동을 잇는 총 연장 16.7 km 구간이 기존의 왕복 2 ~ 4차로에서 왕복 4 ~ 8차로로 확장되어 개통하였다.
창원시 진해구 웅천동에서 송곡삼거리 구간은 왕복 4차로, 송곡삼거리에서 녹산교까지는 왕복 6차로, 녹산교부터는 왕복 8차로로 이어져서 부산시내에 다다른다. 단, 녹산교는 확장 공사가 늦어져 교량구간은 왕복 4차로로만 활용하고 있다. 이후로는 시내구간마다 4 ~ 8차로간 변동이 잦다.

구(舊) 국도1, 2호선 시작점 기념비(목포시)

## 노선
여기서 상행선은 신안 방면, 하행선은 부산 방면이다.
- (■): 자동차 전용도로 구간

### 전라남도
| 이름                                       | 접속 노선                                                 | 소재지                                        | 소재지                                           | 비고                                                |
| ------------------------------------------ | --------------------------------------------------------- | --------------------------------------------- | ------------------------------------------------ | --------------------------------------------------- |
| 북강항                                     | 지방도 제805호선                                          | 신안군                                        | 장산면                                           | 기점                                                |
| 장산면보건지소 장산초등학교                |                                                           | 신안군                                        | 장산면                                           |                                                     |
| 앤두선착장                                 |                                                           | 신안군                                        | 장산면                                           |                                                     |
| (교량 명칭 미상)                           |                                                           | 신안군                                        | 장산면                                           | 미개통 장산도 ~ 막금도 연결                         |
| 막금도                                     |                                                           | 신안군                                        | 장산면                                           | 미개통                                              |
| (교량 명칭 미상)                           |                                                           | 신안군                                        | 장산면                                           | 미개통 막금도 ~ 신의도 연결                         |
| (교량 명칭 미상)                           | 신의면                                                    | 신안군                                        |                                                  | 미개통 막금도 ~ 신의도 연결                         |
| 상태서리                                   |                                                           | 신안군                                        | 미개통                                           |                                                     |
| 신의우체국 신의면사무소                    |                                                           | 신안군                                        |                                                  |                                                     |
| 타리도                                     |                                                           | 신안군                                        |                                                  |                                                     |
| (이름 없음)                                | 노은길                                                    | 신안군                                        |                                                  |                                                     |
| (이름 없음)                                | 하태길                                                    | 신안군                                        |                                                  |                                                     |
| 기동선착장                                 |                                                           | 신안군                                        |                                                  |                                                     |
| 삼도대교                                   |                                                           | 신안군                                        |                                                  |                                                     |
|                                            | 하의면                                                    | 신안군                                        |                                                  |                                                     |
| 봉도선착장                                 |                                                           | 신안군                                        |                                                  |                                                     |
| 오림리                                     |                                                           | 신안군                                        |                                                  |                                                     |
| (이름 없음)                                | 안곰실길                                                  | 신안군                                        |                                                  |                                                     |
| 하의보건지소                               |                                                           | 신안군                                        |                                                  |                                                     |
| (하의면사무소앞)                           | 곰실길                                                    | 신안군                                        |                                                  |                                                     |
| 하의3도농민운동기념관                      |                                                           | 신안군                                        |                                                  |                                                     |
| 당두선착장                                 |                                                           | 신안군                                        |                                                  |                                                     |
| (교량 명칭 미상)                           |                                                           | 신안군                                        | 미개통 하의도 ~ 능산도 연결                      |                                                     |
| 능산도                                     |                                                           | 신안군                                        | 미개통                                           |                                                     |
| (교량 명칭 미상)                           |                                                           | 신안군                                        | 미개통 능산도 ~ 대야도 연결                      |                                                     |
| (교량 명칭 미상)                           |                                                           | 신안군                                        | 미개통 대야도 ~ 도초도 연결                      |                                                     |
| (교량 명칭 미상)                           | 도초면                                                    | 신안군                                        | 미개통 대야도 ~ 도초도 연결                      |                                                     |
| 죽연리                                     |                                                           | 신안군                                        |                                                  |                                                     |
| (이름 없음)                                | 고란길 시목길                                             | 신안군                                        |                                                  |                                                     |
| 도초초등학교 도초면사무소                  |                                                           | 신안군                                        |                                                  |                                                     |
| 도초중학교 도초고등학교                    | 도초서길                                                  | 신안군                                        |                                                  |                                                     |
| 금아교                                     |                                                           | 신안군                                        |                                                  |                                                     |
| (이름 없음)                                | 외남길                                                    | 신안군                                        |                                                  |                                                     |
| (이름 없음)                                | 도초북길                                                  | 신안군                                        |                                                  |                                                     |
| 서남문대교                                 |                                                           | 신안군                                        |                                                  |                                                     |
|                                            | 비금면                                                    | 신안군                                        |                                                  |                                                     |
| (이름 없음)                                | 송치길                                                    | 신안군                                        |                                                  |                                                     |
| 비금농협                                   | 비금북부길                                                | 신안군                                        |                                                  |                                                     |
| (이름 없음)                                | 읍동길                                                    | 신안군                                        |                                                  |                                                     |
| (이름 없음)                                | 비금북부길                                                | 신안군                                        |                                                  |                                                     |
| 가산리                                     |                                                           | 신안군                                        |                                                  |                                                     |
| 광대리                                     |                                                           | 신안군                                        | 미개통                                           |                                                     |
| (교량 명칭 미상)                           |                                                           | 신안군                                        | 미개통 비금도 ~ 추포도 연결                      |                                                     |
| (교량 명칭 미상)                           | 암태면                                                    | 신안군                                        | 미개통 비금도 ~ 추포도 연결                      |                                                     |
| 추포 교차로                                | 추엽길 포도길                                             | 신안군                                        |                                                  |                                                     |
| 추포보건진료소                             |                                                           | 신안군                                        |                                                  |                                                     |
| 추포대교                                   |                                                           | 신안군                                        | 추포도 ~ 암태도 연결                             |                                                     |
| 소작인항쟁비공원                           | 지방도 제805호선 (중부로)                                 | 신안군                                        | 지방도 제805호선과 중복                          |                                                     |
| 암태중학교입구                             | 장단고길                                                  | 신안군                                        | 지방도 제805호선과 중복                          |                                                     |
| 기동삼거리                                 | 지방도 제805호선 (중부로)                                 | 신안군                                        | 지방도 제805호선과 중복                          |                                                     |
| 장뜰삼거리                                 | 익금길                                                    | 신안군                                        |                                                  |                                                     |
| 오도 교차로                                | 박달로 진작지길                                           | 신안군                                        |                                                  |                                                     |
| 천사대교                                   |                                                           | 신안군                                        | 암태도 ~ 압해도 연결                             |                                                     |
| 천사대교                                   | 압해읍                                                    | 신안군                                        | 암태도 ~ 압해도 연결                             |                                                     |
| 송공항 교차로                              |                                                           | 신안군                                        |                                                  |                                                     |
| 송공 교차로                                | 압해로                                                    | 신안군                                        |                                                  |                                                     |
| (송공산입구)                               | 무지개길                                                  | 신안군                                        |                                                  |                                                     |
| 압해서초등학교                             |                                                           | 신안군                                        |                                                  |                                                     |
| (대천1리)                                  | 추섬길                                                    | 신안군                                        |                                                  |                                                     |
| 대천리                                     | 동서길                                                    | 신안군                                        |                                                  |                                                     |
| 신안군농업기술센터                         |                                                           | 신안군                                        |                                                  |                                                     |
| 압해읍삼거리                               | 국도 제77호선 (복룡로)                                    | 신안군                                        | 국도 제77호선과 중복                             |                                                     |
| 압해읍사무소                               | 구항길                                                    | 신안군                                        | 국도 제77호선과 중복                             |                                                     |
| 신안군립도서관 한국국토정보공사 신안지사   |                                                           | 신안군                                        | 국도 제77호선과 중복                             |                                                     |
| 분매리                                     | 거룡길 두지숭의길                                         | 신안군                                        | 국도 제77호선과 중복                             |                                                     |
| 압해동초등학교                             |                                                           | 신안군                                        | 국도 제77호선과 중복                             |                                                     |
| (압해농협 신장지소)                        | 수련의금길                                                | 신안군                                        | 국도 제77호선과 중복                             |                                                     |
| 신장 교차로                                | 국도 제77호선 (천사로)                                    | 신안군                                        | 국도 제77호선과 중복                             |                                                     |
| 신장교                                     |                                                           | 신안군                                        |                                                  |                                                     |
| 압해대교                                   |                                                           | 신안군                                        |                                                  |                                                     |
|                                            | 목포시                                                    | 연산동                                        |                                                  |                                                     |
| 산정 교차로                                | 목포시                                                    | 국도 제1호선 (고하대로) 용당로                | 삼향동                                           | 국도 제1호선과 중복                                 |
| 내화 교차로                                | 목포시                                                    | 대양산단로                                    | 삼향동                                           | 국도 제1호선과 중복                                 |
| 목포 나들목                                | 목포시                                                    | 국도 제1호선 (영산로)                         | 삼향동                                           | 국도 제1호선과 중복 과거 서해안고속도로 시점        |
| 목포 나들목                                | 무안군                                                    | 국도 제1호선 (영산로)                         | 삼향읍                                           | 국도 제1호선과 중복 과거 서해안고속도로 시점        |
| 죽림 분기점                                | 무안군                                                    | 15호선 서해안고속도로                         | 삼향읍                                           |                                                     |
| 호남선교 용포교                            | 무안군                                                    |                                               | 삼향읍                                           |                                                     |
| 남악 분기점                                | 무안군                                                    | 국가지원지방도 제49호선 (남악동강로) 후광대로 | 삼향읍                                           |                                                     |
| 남창천교 죽산1교 죽산2교 청호교            | 무안군                                                    |                                               | 삼향읍                                           |                                                     |
| 일로읍                                     | 무안군                                                    |                                               |                                                  |                                                     |
| 청호 교차로                                | 무안군                                                    | 일로로                                        |                                                  |                                                     |
| 청호졸음쉼터                               | 무안군                                                    |                                               |                                                  |                                                     |
| 무영대교                                   | 무안군                                                    |                                               |                                                  |                                                     |
|                                            | 영암군                                                    | 학산면                                        |                                                  |                                                     |
| 학산교                                     | 영암군                                                    | 학산면                                        |                                                  |                                                     |
| 석포 교차로                                | 영암군                                                    | 학산면                                        | 지방도 제801호선 (영산로)                        |                                                     |
| 은곡교                                     | 영암군                                                    | 학산면                                        |                                                  |                                                     |
| 서영암 나들목                              | 영암군                                                    | 학산면                                        | 10호선 남해고속도로                              |                                                     |
| 신덕교                                     | 영암군                                                    | 학산면                                        |                                                  |                                                     |
| 망월천교                                   | 영암군                                                    | 학산면                                        |                                                  |                                                     |
|                                            | 영암군                                                    | 삼호읍                                        |                                                  |                                                     |
| 백야 교차로 (백야교)                       | 영암군                                                    | 원서호길                                      |                                                  |                                                     |
| 서호 교차로                                | 영암군                                                    | 녹색로 솔라시도로                             |                                                  |                                                     |
| 매자사거리                                 | 영암군                                                    | 매자리길                                      |                                                  |                                                     |
| 서창저수지                                 | 영암군                                                    | 대보둑로                                      |                                                  |                                                     |
| 사동삼거리                                 | 영암군                                                    | 독천로                                        |                                                  |                                                     |
| 신기육교                                   | 영암군                                                    |                                               | 미암면                                           |                                                     |
| 채지 교차로 (독천육교)                     | 영암군                                                    | 지방도 제819호선 (흑석로)                     | 미암면                                           | 지방도 제819호선과 중복                             |
| 학산 교차로                                | 영암군                                                    | 지방도 제819호선 (영암로)                     | 미암면                                           | 지방도 제819호선과 중복                             |
| 계양교                                     | 영암군                                                    |                                               | 미암면                                           |                                                     |
|                                            | 영암군                                                    | 학산면                                        |                                                  |                                                     |
| 초안삼거리                                 | 영암군                                                    | 금계로 갈마달산길                             |                                                  |                                                     |
| 광암삼거리                                 | 영암군                                                    | 곤미현로                                      |                                                  |                                                     |
| 밤재삼거리                                 | 별뫼로                                                    | 강진군                                        | 성전면                                           |                                                     |
| 월평교                                     |                                                           | 강진군                                        | 성전면                                           |                                                     |
| 월산 교차로 (월산육교)                     | 국도 제13호선 (공룡대로)                                  | 강진군                                        | 성전면                                           | 국도 제13호선과 중복                                |
| 월평 교차로 (성전육교)                     | 국도 제13호선 (예향로)                                    | 강진군                                        | 성전면                                           | 국도 제13호선과 중복                                |
| 시천교                                     |                                                           | 강진군                                        | 성전면                                           |                                                     |
| 남성전삼거리                               | 지방도 제830호선 (금강로) 송계로                          | 강진군                                        | 성전면                                           | 상행 성전아랫삼거리와 연결 하행 신제 교차로와 연결  |
| 성전1교                                    |                                                           | 강진군                                        | 성전면                                           |                                                     |
| 강진무위사 나들목                          | 10호선 남해고속도로                                       | 강진군                                        | 성전면                                           |                                                     |
| 성전2교                                    |                                                           | 강진군                                        | 성전면                                           |                                                     |
| 강진 교차로                                | 강진산단로                                                | 강진군                                        | 성전면                                           |                                                     |
| 금당 교차로                                | 송계로                                                    | 강진군                                        | 성전면                                           |                                                     |
| 화전 교차로                                | 송계로                                                    | 강진군                                        | 강진읍                                           |                                                     |
| 홍암 교차로                                | 솔치로 송계로 송정길                                      | 강진군                                        | 강진읍                                           |                                                     |
| 홍암3교                                    |                                                           | 강진군                                        | 강진읍                                           |                                                     |
| 평동 교차로 (신성1교)                      | 국도 제18호선 국가지원지방도 제55호선 (강진서부로) 보은로 | 강진군                                        | 강진읍                                           | 국도 제18호선과 중복 국가지원지방도 제55호선과 중복 |
| 남포 교차로                                | 남당로 남포길                                             | 강진군                                        | 강진읍                                           | 국도 제18호선과 중복 국가지원지방도 제55호선과 중복 |
| 목리1교                                    |                                                           | 강진군                                        | 강진읍                                           | 국도 제18호선과 중복 국가지원지방도 제55호선과 중복 |
|                                            | 군동면                                                    | 강진군                                        |                                                  | 국도 제18호선과 중복 국가지원지방도 제55호선과 중복 |
| 목리 교차로                                | 국도 제23호선 (청자로)                                    | 강진군                                        |                                                  | 국도 제18호선과 중복 국가지원지방도 제55호선과 중복 |
| 탐진교                                     |                                                           | 강진군                                        |                                                  | 국도 제18호선과 중복 국가지원지방도 제55호선과 중복 |
| 군동 교차로 (평리1교)                      | 석교로                                                    | 강진군                                        |                                                  | 국도 제18호선과 중복 국가지원지방도 제55호선과 중복 |
| 금강1교                                    |                                                           | 강진군                                        |                                                  | 국도 제18호선과 중복 국가지원지방도 제55호선과 중복 |
| 사송정 교차로                              | 진흥로                                                    | 강진군                                        |                                                  | 국도 제18호선과 중복 국가지원지방도 제55호선과 중복 |
| 평장교                                     |                                                           | 강진군                                        |                                                  | 국도 제18호선과 중복 국가지원지방도 제55호선과 중복 |
|                                            | 장흥군                                                    | 장흥읍                                        |                                                  | 국도 제18호선과 중복 국가지원지방도 제55호선과 중복 |
| 평장졸음쉼터                               | 장흥군                                                    | 장흥읍                                        |                                                  | 국도 제18호선과 중복 국가지원지방도 제55호선과 중복 |
| 탐진2교                                    | 장흥군                                                    | 장흥읍                                        |                                                  | 국도 제18호선과 중복 국가지원지방도 제55호선과 중복 |
| 순지 교차로                                | 장흥군                                                    | 장흥읍                                        | 국도 제23호선 국가지원지방도 제55호선 (장흥대로) | 국도 제18호선과 중복 국가지원지방도 제55호선과 중복 |
| 평화교                                     | 장흥군                                                    | 장흥읍                                        |                                                  | 국도 제18호선과 중복                                |
| 장흥 교차로                                | 장흥군                                                    | 장흥읍                                        | 평화우산길                                       | 국도 제18호선과 중복                                |
| 우목교                                     | 장흥군                                                    | 장흥읍                                        |                                                  | 국도 제18호선과 중복                                |
| 향양 교차로                                | 장흥군                                                    | 장흥읍                                        | 국도 제18호선 (남부관광로)                       | 국도 제18호선과 중복                                |
| 상리 교차로 (상리교)                       | 장흥군                                                    | 장흥읍                                        | 산단로                                           |                                                     |
| 관덕교                                     | 장흥군                                                    | 장흥읍                                        |                                                  |                                                     |
| 부춘교                                     | 장흥군                                                    |                                               | 부산면                                           |                                                     |
| 부산진입로                                 | 장흥군                                                    | 흥성로                                        | 부산면                                           | 상행 진출만 가능                                    |
| 부산 교차로 (호계교)                       | 장흥군                                                    | 흥성로                                        | 부산면                                           |                                                     |
| 호계터널                                   | 장흥군                                                    |                                               | 부산면                                           | 상행 연장 815m 하행 연장 811m                       |
| 호계터널                                   | 장흥군                                                    | 장동면                                        |                                                  | 상행 연장 815m 하행 연장 811m                       |
| 용산교                                     | 장흥군                                                    |                                               |                                                  |                                                     |
| 용곡진입로                                 | 장흥군                                                    | 거개길 월곡길                                 |                                                  |                                                     |
| 거개교 하산교                              | 장흥군                                                    |                                               |                                                  |                                                     |
| 장동졸음쉼터                               | 장흥군                                                    |                                               | 하행 전용                                        |                                                     |
| 제암터널                                   | 장흥군                                                    |                                               | 연장 360m                                        |                                                     |
| 장동 교차로 (반산1교)                      | 장흥군                                                    | 지방도 제839호선 (북교반산로)                 |                                                  |                                                     |
| 반산2교 반산3교 반산4교 반산5교            | 장흥군                                                    |                                               |                                                  |                                                     |
| 배산진입로 (반산6교)                       | 장흥군                                                    | 배산우봉길                                    | 상행 진출 불가 하행 진입 불가                    |                                                     |
| 배산터널                                   | 장흥군                                                    |                                               | 상행 연장 570m 하행 연장 480m                    |                                                     |
| 배산터널                                   |                                                           | 보성군                                        | 상행 연장 570m 하행 연장 480m                    | 보성읍                                              |
| 보성교                                     |                                                           | 보성군                                        |                                                  | 보성읍                                              |
| 대야 교차로 (대야교)                       | 강산길                                                    | 보성군                                        | 상행 진출 불가 하행 진입 불가                    | 보성읍                                              |
| 조리 교차로 (조리교)                       | 지방도 제895호선 (일림로)                                 | 보성군                                        |                                                  | 보성읍                                              |
| 쾌상 교차로 (쾌상교)                       | 쾌상길                                                    | 보성군                                        |                                                  | 보성읍                                              |
| 장수 교차로 (장수교)                       | 국도 제18호선 국도 제77호선 (녹차로)                      | 보성군                                        | 국도 제18, 77호선과 중복                         | 보성읍                                              |
| 원당교                                     |                                                           | 보성군                                        | 국도 제18, 77호선과 중복                         | 미력면                                              |
| 초당 교차로 (초당교)                       | 국도 제18호선 (화보로) 흥성로                             | 보성군                                        | 국도 제18, 77호선과 중복                         | 미력면                                              |
| 군두사거리                                 | 지방도 제845호선 (충의로)                                 | 보성군                                        | 득량면                                           | 국도 제77호선과 중복                                |
| 예당 교차로                                | 예당길 파청길                                             | 보성군                                        | 득량면                                           | 국도 제77호선과 중복                                |
| 신촌삼거리                                 | 예당길                                                    | 보성군                                        | 조성면                                           | 국도 제77호선과 중복                                |
| 조성남초등학교                             |                                                           | 보성군                                        | 조성면                                           | 국도 제77호선과 중복                                |
| 신기 교차로                                | 조성대동길                                                | 보성군                                        | 조성면                                           | 국도 제77호선과 중복                                |
| 조성삼거리                                 | 조성로                                                    | 보성군                                        | 조성면                                           | 국도 제77호선과 중복                                |
| 조성교                                     |                                                           | 보성군                                        | 조성면                                           | 국도 제77호선과 중복                                |
| 귀산 교차로                                | 수당길                                                    | 보성군                                        | 조성면                                           | 국도 제77호선과 중복                                |
| 신월삼거리                                 | 국도 제77호선 (조성로)                                    | 보성군                                        | 조성면                                           | 국도 제77호선과 중복                                |
| 옥천교                                     |                                                           | 보성군                                        | 벌교읍                                           |                                                     |
| 벌교 나들목                                | 10호선 남해고속도로                                       | 보성군                                        | 벌교읍                                           |                                                     |
| 보성소방서                                 |                                                           | 보성군                                        | 벌교읍                                           |                                                     |
| 벌교 교차로                                | 국도 제15호선 국도 제27호선 (우주항공로)                  | 보성군                                        | 벌교읍                                           |                                                     |
| 척령삼거리                                 | 원동길                                                    | 보성군                                        | 벌교읍                                           |                                                     |
| 원동교 무만육교                            |                                                           | 보성군                                        | 벌교읍                                           |                                                     |
| 장좌 교차로 (장좌육교)                     | 지방도 제843호선 (남하로) 채동선로                        | 보성군                                        | 벌교읍                                           | 고흥 나들목과 간접 연결                             |
| 벌교대교 매산교 장양육교                   |                                                           | 보성군                                        | 벌교읍                                           |                                                     |
| 금치재                                     | 홍암로                                                    | 보성군                                        | 벌교읍                                           | 상행 진출 불가 하행 진입 불가                       |
| 금치삼거리                                 | 금치길                                                    | 순천시                                        | 별량면                                           |                                                     |
| 동막2교 구룡교                             |                                                           | 순천시                                        | 별량면                                           |                                                     |
| 사계절삼거리                               | 친환경길                                                  | 순천시                                        | 별량면                                           |                                                     |
| 신석사거리                                 | 별량길 봉림길                                             | 순천시                                        | 별량면                                           |                                                     |
| 쌍림1교                                    |                                                           | 순천시                                        | 별량면                                           |                                                     |
| 상림사거리                                 | 별량길 일출길                                             | 순천시                                        | 별량면                                           |                                                     |
| 우산삼거리                                 | 우산외동길                                                | 순천시                                        | 별량면                                           |                                                     |
| 인월사거리                                 | 덕정길 순천만길                                           | 순천시                                        | 도사동                                           |                                                     |
| 순천만 나들목                              | 10호선 남해고속도로                                       | 순천시                                        | 도사동                                           |                                                     |
| 순천효천고등학교                           |                                                           | 순천시                                        | 도사동                                           |                                                     |
| 대룡사거리                                 | 대룡길 양율길                                             | 순천시                                        | 도사동                                           |                                                     |
| 연동교                                     |                                                           | 순천시                                        | 도사동                                           |                                                     |
| 연동삼거리                                 | 국가지원지방도 제58호선 (민속마을길)                      | 순천시                                        | 도사동                                           | 국가지원지방도 제58호선과 중복                      |
| 청암대사거리 (청암대학교) (청암고등학교)   | 상사호길 순천만길                                         | 순천시                                        | 도사동                                           | 국가지원지방도 제58호선과 중복                      |
| 호현삼거리                                 | 우석로                                                    | 순천시                                        | 도사동                                           | 국가지원지방도 제58호선과 중복                      |
| 순천만국가정원                             |                                                           | 순천시                                        | 도사동                                           | 국가지원지방도 제58호선과 중복                      |
| (이름 없음)                                | 강변로                                                    | 순천시                                        | 도사동                                           | 국가지원지방도 제58호선과 중복                      |
| 동천교                                     |                                                           | 순천시                                        | 도사동                                           | 국가지원지방도 제58호선과 중복                      |
|                                            | 풍덕동                                                    | 순천시                                        |                                                  | 국가지원지방도 제58호선과 중복                      |
| 순천호수정원                               |                                                           | 순천시                                        |                                                  | 국가지원지방도 제58호선과 중복                      |
| 해룡교                                     |                                                           | 순천시                                        |                                                  | 국가지원지방도 제58호선과 중복                      |
|                                            | 덕연동                                                    | 순천시                                        |                                                  | 국가지원지방도 제58호선과 중복                      |
| 팔마오거리                                 | 가산로 여순로 팔마로                                      | 순천시                                        |                                                  | 국가지원지방도 제58호선과 중복                      |
| 연향육교                                   |                                                           | 순천시                                        |                                                  | 국가지원지방도 제58호선과 중복                      |
| 조례사거리                                 | 백강로 이수로                                             | 순천시                                        | 왕조동                                           | 국가지원지방도 제58호선과 중복                      |
| 순천조례초등학교 한국산업인력공단 전남지사 |                                                           | 순천시                                        | 왕조동                                           | 국가지원지방도 제58호선과 중복                      |
| (이름 없음)                                | 지봉로                                                    | 순천시                                        | 왕조동                                           | 국가지원지방도 제58호선과 중복                      |
| 상비 교차로                                | 국도 제17호선 (무평로) 국가지원지방도 제58호선 (순광로)   | 순천시                                        | 왕조동                                           | 국가지원지방도 제58호선과 중복                      |
| 상비 교차로                                | 국도 제17호선 (무평로) 국가지원지방도 제58호선 (순광로)   | 순천시                                        | 왕조동                                           | 국도 제17호선과 중복                                |
| 상비교                                     |                                                           | 순천시                                        | 해룡면                                           |                                                     |
| 동순천 나들목                              | 27호선 순천완주고속도로                                   | 순천시                                        | 해룡면                                           |                                                     |
| 복성교 신대3교 해두교                      |                                                           | 순천시                                        | 해룡면                                           |                                                     |
| 신대 교차로                                | 국도 제17호선 (충무공로) 무평로                           | 순천시                                        | 해룡면                                           |                                                     |
| 세승 교차로(서) (세승교)                   | 지방도 제863호선 (해광로)                                 | 순천시                                        | 해룡면                                           |                                                     |
| 세승 교차로(동) (세풍1교)                  | 인덕로                                                    | 순천시                                        | 해룡면                                           |                                                     |
| 세승 교차로(동) (세풍1교)                  | 인덕로                                                    | 광양시                                        | 광양읍                                           |                                                     |
| 세풍3교                                    |                                                           | 광양시                                        | 광양읍                                           |                                                     |
| 세풍 교차로 (세풍1육교)                    | 광양항전용1로                                             | 광양시                                        | 광양읍                                           | 광양 나들목과 간접 연결                             |
| 세풍대교 초남1교                           |                                                           | 광양시                                        | 광양읍                                           |                                                     |
| 초남터널                                   |                                                           | 광양시                                        | 광양읍                                           | 연장 250m                                           |
| 초남 교차로                                | 지방도 제865호선 (제철로)                                 | 광양시                                        | 골약동                                           |                                                     |
| 황금터널                                   |                                                           | 광양시                                        | 골약동                                           | 상행 연장 739m 하행 연장 704m                       |
| 황길터널                                   |                                                           | 광양시                                        | 골약동                                           | 상행 연장 1,075m 하행 연장 1,086m                   |
| 성황터널                                   |                                                           | 광양시                                        | 골약동                                           | 상행 연장 1,645m 하행 연장 1,681m                   |
| 성황 교차로 (성황본교)                     | 백운로 옥정로                                             | 광양시                                        | 골약동                                           |                                                     |
| 성황육교                                   |                                                           | 광양시                                        | 골약동                                           |                                                     |
| 정산지하차도                               |                                                           | 광양시                                        | 골약동                                           |                                                     |
| 정산교 정산천1교                           |                                                           | 광양시                                        | 골약동                                           |                                                     |
| 중군터널                                   |                                                           | 광양시                                        | 골약동                                           | 상행 연장 3,455m 하행 연장 3,490m                   |
| 중군터널                                   | 옥곡면                                                    | 광양시                                        |                                                  | 상행 연장 3,455m 하행 연장 3,490m                   |
| 신금1교 신금2교                            |                                                           | 광양시                                        |                                                  |                                                     |
| 신금 교차로 (신금3교)                      | 지방도 제861호선 (강변로)                                 | 광양시                                        | 의암 교차로와 연결                               |                                                     |
| 수어천교                                   |                                                           | 광양시                                        |                                                  |                                                     |
|                                            | 진월면                                                    | 광양시                                        |                                                  |                                                     |
| 마룡교                                     |                                                           | 광양시                                        |                                                  |                                                     |
| 마룡 교차로                                | 백운2로                                                   | 광양시                                        |                                                  |                                                     |
| 진월터널                                   |                                                           | 광양시                                        | 연장 1,559m                                      |                                                     |
| 진월교                                     |                                                           | 광양시                                        |                                                  |                                                     |
| 신구 교차로                                | 지방도 제861호선 (섬진강매화로)                           | 광양시                                        |                                                  |                                                     |
| 송금 교차로                                | 지방도 제861호선 (섬진강매화로)                           | 광양시                                        |                                                  |                                                     |
| 섬진강대교                                 |                                                           | 광양시                                        |                                                  |                                                     |

기존 구간 (2012년 이전 노선)
- 목포시 유달동 교차로(구 기점) - 초원호텔앞 교차로 - 무안동 교차로 - 목포역 교차로(목포역) - KT사거리 - 호남 교차로 - 동부광장 - 용당광장 - MBC앞 - 과학대삼거리(목포과학대학교) - 목포한국병원 - 버스터미널 교차로 - 터미널사거리(목포종합버스터미널) - 공단삼거리 - 목포중앙병원 - 전남점자도서관 - 석현삼거리 - 목포미래병원 - 청호육교 - 농수산물유통센터 - 하당교 교차로 - 도청입구사거리 - 25호광장 - 영산강하굿둑
- 영암군 영산강하굿둑 - 삼호대교 - 나불1삼거리 - 영산호국민관광지 - 박물관삼거리 - 산호삼거리 - 삼호삼거리 - 호등 교차로 - 세한대학교 - 동암 교차로 - 서호 교차로

기존 구간 (2017년 이전 노선)
- 광양시 마룡 교차로 - 진상교 - 섬거사거리 - 수어댐입구 - 탄치삼거리 - 매치재 - 원당삼거리 - 신원삼거리 - 섬진교

기존 구간 (2019년 이전 노선)
- 순천시 상비 교차로 - 순천성가롤로병원 - 반송재
- 광양시 반송재 - 부영국제빙상장 - 덕례사거리 - 광양교 - 구 광양역 - 광양종합버스터미널 - 인동 교차로 - 유당공원 - 우시장사거리 - 광양육교 - 광양 나들목(인동 나들목) - 초남교 - 경찰서앞 교차로 - 석정삼거리 - 광양2교 - 억만교 - 송치재 - 중군육교 - 동광양 나들목 - (정산1교) - 골약 교차로

### 경상남도
| 이름                         | 접속 노선                                             | 소재지                                                           | 소재지                                                                                        | 비고                                                                                  |
| ---------------------------- | ----------------------------------------------------- | ---------------------------------------------------------------- | --------------------------------------------------------------------------------------------- | ------------------------------------------------------------------------------------- |
| 섬진강대교                   |                                                       | 하동군                                                           | 하동읍                                                                                        |                                                                                       |
| 하동 교차로                  | 국도 제19호선 국도 제59호선 (섬진강대로)              | 하동군                                                           | 하동읍                                                                                        | 국도 제59호선과 중복                                                                  |
| 고전교                       |                                                       | 하동군                                                           | 하동읍                                                                                        | 국도 제59호선과 중복                                                                  |
|                              | 고전면                                                | 하동군                                                           |                                                                                               | 국도 제59호선과 중복                                                                  |
| 고전 교차로                  | 하동군도 제7호선 (공설운동장로)                       | 하동군                                                           | 적량면                                                                                        | 국도 제59호선과 중복                                                                  |
| 강선교                       |                                                       | 하동군                                                           | 적량면                                                                                        | 국도 제59호선과 중복                                                                  |
| 고절터널                     |                                                       | 하동군                                                           | 적량면                                                                                        | 국도 제59호선과 중복 연장 999m                                                        |
| 고절터널                     | 횡천면                                                | 하동군                                                           |                                                                                               | 국도 제59호선과 중복 연장 999m                                                        |
| 적량교                       |                                                       | 하동군                                                           | 국도 제59호선과 중복                                                                          |                                                                                       |
| 적량교                       | 적량면                                                | 하동군                                                           | 국도 제59호선과 중복                                                                          |                                                                                       |
| 적량 교차로                  | 경서대로                                              | 하동군                                                           | 국도 제59호선과 중복                                                                          |                                                                                       |
| 동산교                       |                                                       | 하동군                                                           | 국도 제59호선과 중복                                                                          |                                                                                       |
|                              | 횡천면                                                | 하동군                                                           | 국도 제59호선과 중복                                                                          |                                                                                       |
| 학리교                       |                                                       | 하동군                                                           | 국도 제59호선과 중복                                                                          |                                                                                       |
| 학리1터널                    |                                                       | 하동군                                                           | 국도 제59호선과 중복 연장 365m                                                                |                                                                                       |
| 학리2터널                    |                                                       | 하동군                                                           | 국도 제59호선과 중복 연장 319m                                                                |                                                                                       |
| 횡천 교차로                  | 국도 제59호선 지방도 제1003호선 (경서대로) 횡천강변길 | 하동군                                                           | 국도 제59호선과 중복                                                                          |                                                                                       |
| 횡천교 여의교                |                                                       | 하동군                                                           |                                                                                               |                                                                                       |
| 황치산터널                   |                                                       | 하동군                                                           | 연장 1,490m                                                                                   |                                                                                       |
| 황치산터널                   | 북천면                                                | 하동군                                                           | 연장 1,490m                                                                                   |                                                                                       |
| 방화교                       |                                                       | 하동군                                                           |                                                                                               |                                                                                       |
| 방화사거리                   | 국가지원지방도 제58호선 (경서대로)                    | 하동군                                                           |                                                                                               |                                                                                       |
| 사평교                       |                                                       | 하동군                                                           |                                                                                               |                                                                                       |
| 직전터널                     |                                                       | 하동군                                                           | 연장 245m                                                                                     |                                                                                       |
| 직전과선교                   |                                                       | 하동군                                                           |                                                                                               |                                                                                       |
| 북천터널                     |                                                       | 하동군                                                           | 연장 600m                                                                                     |                                                                                       |
| 북천교                       |                                                       | 하동군                                                           |                                                                                               |                                                                                       |
| 북천코스모스 교차로          | 지방도 제1005호선 (경서대로)                          | 하동군                                                           |                                                                                               |                                                                                       |
| 초량교                       |                                                       | 사천시                                                           | 곤명면                                                                                        |                                                                                       |
| 초량터널                     |                                                       | 사천시                                                           | 곤명면                                                                                        | 연장 280m                                                                             |
| 봉계1교 봉계2교              |                                                       | 사천시                                                           | 곤명면                                                                                        |                                                                                       |
| 원전 교차로                  | 국가지원지방도 제58호선 (곤명1로)                     | 사천시                                                           | 곤명면                                                                                        | 국가지원지방도 제58호선과 중복 상행 진입 불가 하행 진출 불가                          |
| 봉계 교차로                  | 곤명1로                                               | 사천시                                                           | 곤명면                                                                                        | 상행 진출 불가 하행 진입 불가                                                         |
| 오랑교                       |                                                       | 사천시                                                           | 곤명면                                                                                        |                                                                                       |
| 오랑 교차로                  | 오랑길                                                | 사천시                                                           | 곤명면                                                                                        | 상행 진출 불가 하행 진입 불가                                                         |
| 새동 교차로                  | 묵성로                                                | 사천시                                                           | 곤명면                                                                                        | 상행 진입 불가 하행 진출 불가                                                         |
| 매화 교차로                  | 작팔길                                                | 사천시                                                           | 곤명면                                                                                        | 상행 진출 불가 하행 진입 불가                                                         |
| 정곡 교차로                  | 지방도 제1001호선 (곤수로) (흥신로)                   | 사천시                                                           | 곤명면                                                                                        |                                                                                       |
| 완사역 (완사역 교차로)       |                                                       | 사천시                                                           | 곤명면                                                                                        |                                                                                       |
| 완사교                       |                                                       | 사천시                                                           | 곤명면                                                                                        |                                                                                       |
| 연평 교차로                  | 연평길                                                | 사천시                                                           | 곤명면                                                                                        |                                                                                       |
| 내평 교차로                  | 내축로577번길                                         | 사천시                                                           | 곤명면                                                                                        |                                                                                       |
| 솔티교 양지교                |                                                       | 진주시                                                           | 내동면                                                                                        |                                                                                       |
| 정동 교차로                  | 내축로577번길                                         | 진주시                                                           | 내동면                                                                                        | 상행 진출입만 가능                                                                    |
| 마동교                       | 지방도 제1049호선 (내축로)                            | 진주시                                                           | 내동면                                                                                        | 상행 진출 불가 하행 진입 불가                                                         |
| 배양교                       | 지방도 제1049호선 (호반로)                            | 진주시                                                           | 내동면                                                                                        | 상행 진출 불가 하행 진입 불가                                                         |
| 삼계교                       |                                                       | 진주시                                                           | 내동면                                                                                        |                                                                                       |
| 삼계 교차로                  | 삼계로 칠봉산길                                       | 진주시                                                           | 내동면                                                                                        |                                                                                       |
| 산기 교차로                  | 칠봉산길                                              | 진주시                                                           | 내동면                                                                                        | 하행 진출만 가능                                                                      |
| 모산 교차로                  | 산유로 칠봉산길                                       | 진주시                                                           | 내동면                                                                                        |                                                                                       |
| 내동 교차로                  | 국도 제3호선 국도 제33호선 (순환로)                   | 진주시                                                           | 내동면                                                                                        | 국도 제3, 33호선과 중복                                                               |
| 화개 교차로                  | 국도 제3호선 국도 제33호선 (진주대로)                 | 진주시                                                           | 정촌면                                                                                        | 국도 제3, 33호선과 중복                                                               |
| 죽봉 교차로                  | 화개길194번길                                         | 진주시                                                           | 정촌면                                                                                        |                                                                                       |
| 옥산1육교                    |                                                       | 진주시                                                           | 가호동                                                                                        |                                                                                       |
| 옥산 교차로                  | 진마대로                                              | 진주시                                                           | 가호동                                                                                        |                                                                                       |
| 영천강1교                    |                                                       | 진주시                                                           | 문산읍                                                                                        |                                                                                       |
| 문산 교차로                  | 지방도 제1009호선 (월아산로)                          | 진주시                                                           | 문산읍                                                                                        |                                                                                       |
| 상문 교차로                  | 지방도 제1007호선 (문산로)                            | 진주시                                                           | 문산읍                                                                                        | 지방도 제1007호선과 중복                                                              |
| 진성 교차로                  | 지방도 제1007호선 (동부로)                            | 진주시                                                           | 진성면                                                                                        | 지방도 제1007호선과 중복 상행 진입 불가 하행 진출 불가                                |
| 진성고가교                   |                                                       | 진주시                                                           | 진성면                                                                                        |                                                                                       |
| 진성터널                     |                                                       | 진주시                                                           | 진성면                                                                                        | 상행 연장 570m 하행 연장 510m                                                         |
| 천곡1교 천곡2교              |                                                       | 진주시                                                           | 진성면                                                                                        |                                                                                       |
| 무촌 교차로                  | 동부로                                                | 진주시                                                           | 사봉면                                                                                        |                                                                                       |
| 무촌교                       |                                                       | 진주시                                                           | 사봉면                                                                                        |                                                                                       |
| 반성 교차로                  | 동부로                                                | 진주시                                                           | 사봉면                                                                                        |                                                                                       |
| 반성철도육교                 |                                                       | 진주시                                                           | 일반성면                                                                                      |                                                                                       |
| 반성2교                      |                                                       | 진주시                                                           | 일반성면                                                                                      |                                                                                       |
|                              | 이반성면                                              | 진주시                                                           |                                                                                               |                                                                                       |
| 수목원 교차로                | 동부로 수목원로 대천길                                | 진주시                                                           |                                                                                               |                                                                                       |
| 이반성 교차로                | 국가지원지방도 제30호선 (오봉산로)                    | 진주시                                                           |                                                                                               |                                                                                       |
| 길성 교차로                  | 길성길 진마대로2520번길                               | 진주시                                                           |                                                                                               |                                                                                       |
| 발산재                       |                                                       | 진주시                                                           |                                                                                               |                                                                                       |
|                              | 창원시                                                | 마산합포구 진전면                                                |                                                                                               |                                                                                       |
| 봉암 교차로                  | 창원시                                                | 마산합포구 진전면                                                | 지방도 제1029호선 (팔의사로)                                                                  |                                                                                       |
| 동산 교차로                  | 창원시                                                | 마산합포구 진전면                                                | 팔의사로                                                                                      |                                                                                       |
| 세월2교                      | 창원시                                                | 마산합포구 진전면                                                |                                                                                               |                                                                                       |
| 임곡 교차로                  | 창원시                                                | 마산합포구 진전면                                                | 삼진의거대로                                                                                  | 호산 교차로 통해서 국도 제14호선 거제 방면 진출입                                     |
| 진전천교                     | 창원시                                                | 마산합포구 진전면                                                |                                                                                               |                                                                                       |
| 대산 교차로                  | 창원시                                                | 마산합포구 진전면                                                | 국도 제14호선 (남해안대로) 삼진의거대로                                                       | 국도 제14호선과 중복 상행 진출 불가 하행 진입 불가                                    |
| 진목 교차로                  | 창원시                                                | 마산합포구 진전면                                                | 국도 제77호선 국가지원지방도 제67호선 (삼진의거대로)                                          | 국도 제14, 77호선과 중복 국가지원지방도 제67호선과 중복 상행 진출 불가 하행 진입 불가 |
| 신기교                       | 창원시                                                | 마산합포구 진전면                                                |                                                                                               | 국도 제14, 77호선과 중복 국가지원지방도 제67호선과 중복                               |
| 진전터널                     | 창원시                                                | 마산합포구 진전면                                                |                                                                                               | 국도 제14, 77호선과 중복 국가지원지방도 제67호선과 중복 상행 연장 550m 하행 연장 600m |
| 진전터널                     | 창원시                                                | 마산합포구 진북면                                                |                                                                                               | 국도 제14, 77호선과 중복 국가지원지방도 제67호선과 중복 상행 연장 550m 하행 연장 600m |
| 옥곡교 예곡교                | 창원시                                                |                                                                  | 국도 제14, 77호선과 중복 국가지원지방도 제67호선과 중복                                       |                                                                                       |
| 예곡 교차로                  | 창원시                                                | 의림로                                                           | 국도 제14, 77호선과 중복 국가지원지방도 제67호선과 중복 상행 진출 불가 하행 진입 불가         |                                                                                       |
| 인곡교                       | 창원시                                                |                                                                  | 국도 제14, 77호선과 중복 국가지원지방도 제67호선과 중복                                       |                                                                                       |
| 지산 분기점                  | 창원시                                                | 국도 제79호선 국가지원지방도 제67호선 (진함로)                   | 국도 제14, 77, 79호선과 중복 국가지원지방도 제67호선과 중복 상행 진입 불가 하행 진출 불가     |                                                                                       |
| 지산교 대평교                | 창원시                                                |                                                                  | 국도 제14, 77, 79호선과 중복                                                                  |                                                                                       |
| 진북 교차로                  | 창원시                                                | 지방도 제1021호선 (학동로)                                       | 국도 제14, 77, 79호선과 중복 상행 진출 불가 하행 진입 불가                                    |                                                                                       |
| 덕곡천교 진동천교            | 창원시                                                |                                                                  | 국도 제14, 77, 79호선과 중복                                                                  |                                                                                       |
| 진동 교차로                  | 창원시                                                | 진북산업로                                                       | 국도 제14, 77, 79호선과 중복                                                                  |                                                                                       |
| 진북터널                     | 창원시                                                |                                                                  | 국도 제14, 77, 79호선과 중복 상행 연장 916m 하행 연장 927m                                    |                                                                                       |
| 진북터널                     | 창원시                                                | 마산합포구 진동면                                                | 국도 제14, 77, 79호선과 중복 상행 연장 916m 하행 연장 927m                                    |                                                                                       |
| 태봉교                       | 창원시                                                |                                                                  | 국도 제14, 77, 79호선과 중복                                                                  |                                                                                       |
| 신대방삼거리                 | 창원시                                                | 삼진의거대로                                                     | 국도 제14, 77, 79호선과 중복                                                                  |                                                                                       |
| 오산 교차로                  | 창원시                                                | 오산3길                                                          | 국도 제14, 77, 79호선과 중복                                                                  |                                                                                       |
| 태봉 교차로                  | 창원시                                                | 태봉2길                                                          | 국도 제14, 77, 79호선과 중복                                                                  |                                                                                       |
| 동전터널 신동전터널          | 창원시                                                |                                                                  | 국도 제14, 77, 79호선과 중복 신동전터널 상행 전용 (연장 1080m) 동전터널 하행 전용 (연장 609m) |                                                                                       |
| 동전터널 신동전터널          | 창원시                                                | 마산합포구                                                       | 국도 제14, 77, 79호선과 중복 신동전터널 상행 전용 (연장 1080m) 동전터널 하행 전용 (연장 609m) |                                                                                       |
| 현동 분기점                  | 창원시                                                | 국도 제5호선 (구산중앙로)                                        | 국도 제5, 14, 77, 79호선과 중복                                                               |                                                                                       |
| 우산 교차로                  | 창원시                                                | 밤밭고개로                                                       | 국도 제5, 14, 77, 79호선과 중복 상행 진입 불가 하행 진출 불가                                 |                                                                                       |
| 옥동 교차로                  | 창원시                                                | 현동로 밤밭고개로                                                | 국도 제5, 14, 77, 79호선과 중복 상행 진출 불가 하행 진입 불가                                 |                                                                                       |
| 현동 교차로                  | 창원시                                                | 국도 제5호선 (경남대로) 국도 제14호선 국도 제79호선 (밤밭고개로) | 국도 제5, 14, 77, 79호선과 중복                                                               |                                                                                       |
| 가포터널                     | 창원시                                                |                                                                  | 국도 제77호선과 중복 상행 연장 1,230m 하행 연장 1,235m                                        |                                                                                       |
| 가포 교차로                  | 창원시                                                | 드림베이대로                                                     | 국도 제77호선과 중복                                                                          |                                                                                       |
| 마창대교                     | 창원시                                                |                                                                  | 국도 제77호선과 중복 유료도로                                                                 |                                                                                       |
| 마창대교                     | 창원시                                                | 성산구                                                           | 국도 제77호선과 중복 유료도로                                                                 |                                                                                       |
| 마창대교 요금소 (귀산고개)   | 창원시                                                |                                                                  | 국도 제77호선과 중복                                                                          |                                                                                       |
| 귀산1교                      | 창원시                                                | 귀산로                                                           | 국도 제77호선과 중복                                                                          |                                                                                       |
| 귀산터널                     | 창원시                                                |                                                                  | 국도 제77호선과 중복 상행 연장 345m 하행 연장 403m                                            |                                                                                       |
| 양곡터널                     | 창원시                                                |                                                                  | 국도 제77호선과 중복 상행 연장 1,135m 하행 연장 1,046m                                        |                                                                                       |
| 양곡 나들목                  | 창원시                                                | 남해안대로 봉양로                                                | 국도 제77호선과 중복                                                                          |                                                                                       |
| 장복터널                     | 창원시                                                |                                                                  | 국도 제77호선과 중복 연장 840m                                                                |                                                                                       |
| 장복터널                     | 창원시                                                | 진해구                                                           | 국도 제77호선과 중복 연장 840m                                                                |                                                                                       |
| 장복로사거리                 | 창원시                                                | 장복산길                                                         | 국도 제77호선과 중복                                                                          |                                                                                       |
| 가마니골삼거리               | 창원시                                                | 여좌천로                                                         | 국도 제77호선과 중복                                                                          |                                                                                       |
| 시민회관사거리               | 창원시                                                | 여좌천로174번길                                                  | 국도 제77호선과 중복                                                                          |                                                                                       |
| 진해고가교                   | 창원시                                                | 여좌로                                                           | 국도 제77호선과 중복                                                                          |                                                                                       |
| 여좌고가교                   | 창원시                                                |                                                                  | 국도 제77호선과 중복                                                                          |                                                                                       |
| 경화고가교                   | 창원시                                                | 태백로 태백서로                                                  | 국도 제77호선과 중복                                                                          |                                                                                       |
| 새마을사거리                 | 창원시                                                | 조천로 진해대로624번길                                           | 국도 제77호선과 중복                                                                          |                                                                                       |
| 경화역 (경화역삼거리)        | 창원시                                                | 경화로                                                           | 국도 제77호선과 중복                                                                          |                                                                                       |
| 중앙고삼거리                 | 창원시                                                | 경화시장로 병암북로                                              | 국도 제77호선과 중복                                                                          |                                                                                       |
| 상공회의소삼거리             | 창원시                                                | 진해대로728번길                                                  | 국도 제77호선과 중복                                                                          |                                                                                       |
| 3호광장                      | 창원시                                                | 국도 제25호선 (해원로)                                           | 국도 제77호선과 중복                                                                          |                                                                                       |
| 돌리사거리 석동 행정복지센터 | 창원시                                                | 돌리로 진해대로776번길                                           | 국도 제77호선과 중복                                                                          |                                                                                       |
| 진해경찰서 (경찰서삼거리)    | 창원시                                                |                                                                  | 국도 제77호선과 중복                                                                          |                                                                                       |
| 만리들사거리                 | 창원시                                                | 석동로                                                           | 국도 제77호선과 중복                                                                          |                                                                                       |
| 냉천사거리                   | 창원시                                                | 냉천로                                                           | 국도 제77호선과 중복                                                                          |                                                                                       |
| 자은교사거리                 | 창원시                                                | 자은로                                                           | 국도 제77호선과 중복                                                                          |                                                                                       |
| 벚꽃마을사거리               | 창원시                                                | 진해대로921번길 진해대로922번길                                  | 국도 제77호선과 중복                                                                          |                                                                                       |
| 해군아파트사거리             | 창원시                                                | 덕산로                                                           | 국도 제77호선과 중복                                                                          |                                                                                       |
| 자은본동사거리               | 창원시                                                | 진해대로975번길                                                  | 국도 제77호선과 중복                                                                          |                                                                                       |
| 풍호초등교사거리             | 창원시                                                | 풍호로                                                           | 국도 제77호선과 중복                                                                          |                                                                                       |
| 풍호사거리 (풍호고가교)      | 창원시                                                | 천자로                                                           | 국도 제77호선과 중복                                                                          |                                                                                       |
| 진해구청                     | 창원시                                                |                                                                  | 국도 제77호선과 중복                                                                          |                                                                                       |
| 진해구청후문                 | 창원시                                                | 행암로 진해대로1099번길                                          | 국도 제77호선과 중복                                                                          |                                                                                       |
| 대발령 (만남의광장)          | 창원시                                                |                                                                  | 국도 제77호선과 중복                                                                          |                                                                                       |
| 어은 교차로                  | 창원시                                                | 어은로 죽곡로                                                    | 국도 제77호선과 중복                                                                          |                                                                                       |
| 천자 교차로                  | 창원시                                                | 웅천로                                                           | 국도 제77호선과 중복                                                                          |                                                                                       |
| 신남문교                     | 창원시                                                | 웅천서로                                                         | 국도 제77호선과 중복                                                                          |                                                                                       |
| 재덕교                       | 창원시                                                |                                                                  | 국도 제77호선과 중복                                                                          |                                                                                       |
| 재덕2교                      | 창원시                                                | 웅천동로                                                         | 국도 제77호선과 중복                                                                          |                                                                                       |
| 성내천교                     | 창원시                                                |                                                                  | 국도 제77호선과 중복                                                                          |                                                                                       |
| 웅동 교차로 (마천육교)       | 창원시                                                | 국도 제58호선 (웅장로) 남영로                                    | 국도 제77호선과 중복                                                                          |                                                                                       |
| 대장천교                     | 창원시                                                |                                                                  | 국도 제77호선과 중복                                                                          |                                                                                       |
| 의곡 교차로                  | 창원시                                                | 보배로                                                           | 국도 제77호선과 중복                                                                          |                                                                                       |
| 송곡삼거리                   | 창원시                                                | 안청로                                                           | 국도 제77호선과 중복                                                                          |                                                                                       |
| 용원택지 교차로              | 창원시                                                | 안골로                                                           | 국도 제77호선과 중복                                                                          |                                                                                       |
| 회야골삼거리                 | 창원시                                                | 용원북로                                                         | 국도 제77호선과 중복                                                                          |                                                                                       |
| 용재삼거리                   | 창원시                                                | 용원동로                                                         | 국도 제77호선과 중복                                                                          |                                                                                       |
| 용원삼거리                   | 창원시                                                | 만금로 진해산업로                                                | 국도 제77호선과 중복                                                                          |                                                                                       |

- 공사구간 (2016년 완공 예정) :  고전 교차로 ~ 적량 교차로
- 공사구간 (2019년 완공 예정) : 귀산터널 ~ 장복 나들목 ~ 여좌 나들목 ~ 석동 나들목 ~ 행암 나들목
- 하동 ~ 완사간 도로(2018년 11월 완공예정)

기존 구간 (2008년 이전 노선)
- 마산시 현동 교차로 - 화서3교 - 율곡삼거리 - 밤밭고개 - 밤밭고개삼거리 - 월영광장 - 마산교 - 연세병원사거리 - 반월사거리 - 반월동 행정복지센터 - 마산합포우체국 - 마산중부경찰서 - 마산시청사거리 - 마산시청 - KT&G 마산지점 - 경상남도마산의료원 - 고운로사거리 - 서성광장 - 마산어시장 - 가야빌딩(구 가야백화점) - 신세계백화점 마산점 - 어린교 교차로 - 수출후문사거리 - 봉암동 행정복지센터 - 봉암공단사거리 - 봉암교
- 창원시 봉암교 - 봉암교 - 봉암교 교차로 - 신촌광장 - 양곡삼거리 - 두산볼보로삼거리 - 양곡 나들목

기존 구간 (2016년 이전 노선)
- 진주시 내동 교차로 - 내동면사무소 - 내동초등학교 - 내동초교 교차로 - 망경지하도 교차로 - 망경동육거리 - 통계청사거리 - 강남동사거리 - 진주남중학교 - 구 진주역사거리 - 한국방송통신대학교 경남지역대학 - 망성 교차로 - MBC경남 진주본부 - 연암공업대학 - 개양오거리 - 방아 교차로 - 옥산 교차로

기존 구간 (2018년 이전 노선)
- 하동군 섬진교 - 섬진교사거리 - 하동고등학교 - 하동초등학교 - 하동경찰서 - 하동시외버스터미널 - 구 하동역 - 비파삼거리 - 적량면삼거리 - 횡천초등학교 - 횡천삼거리 - 횡천면사무소 - 횡천중학교 - 대덕삼거리 - 감당삼거리 - 황토재 - 방화보건진료소 - 북천역 - 북천면사무소 - 대야교
- 사천시 대야교 동단 - 원전 교차로

### 부산광역시
| 이름                            | 접속 노선                                   | 소재지     | 소재지                    | 비고                                  |
| ------------------------------- | ------------------------------------------- | ---------- | ------------------------- | ------------------------------------- |
| 용원삼거리                      | 만금로 소사-녹산간 도로                     | 부산광역시 | 강서구                    | 국도 제77호선과 중복                  |
| 녹송교                          |                                             | 부산광역시 | 강서구                    | 국도 제77호선과 중복                  |
| 녹송육교                        | 국가지원지방도 제58호선 (가락대로)          | 부산광역시 | 강서구                    | 국도 제77호선과 중복                  |
| 산양삼거리                      | 녹산화전로                                  | 부산광역시 | 강서구                    | 국도 제77호선과 중복                  |
| 본녹산삼거리                    | 화전산업대로                                | 부산광역시 | 강서구                    | 국도 제77호선과 중복                  |
| 녹명초등학교 녹산중학교         |                                             | 부산광역시 | 강서구                    | 국도 제77호선과 중복                  |
| 성산삼거리                      | 국가지원지방도 제58호선 (생곡로)            | 부산광역시 | 강서구                    | 국도 제77호선과 중복                  |
| 녹산교 녹산제2교 부산강서경찰서 |                                             | 부산광역시 | 강서구                    | 국도 제77호선과 중복                  |
| 청량사어귀                      | 제도로                                      | 부산광역시 | 강서구                    | 국도 제77호선과 중복                  |
| 경일중학교입구                  | 영강길 낙동남로1013번길                     | 부산광역시 | 강서구                    | 국도 제77호선과 중복                  |
| 명지 나들목                     | 부산광역시도 제31호선 (공항로) 르노삼성대로 | 부산광역시 | 강서구                    | 국도 제77호선과 중복                  |
| 을숙도휴게소                    |                                             | 부산광역시 | 사하구                    | 국도 제77호선과 중복                  |
| 낙동강하구둑                    |                                             | 부산광역시 | 사하구                    | 국도 제77호선과 중복                  |
| 하구둑 교차로                   | 강변대로                                    | 부산광역시 | 사하구                    | 국도 제77호선과 중복                  |
| 하단역                          |                                             | 부산광역시 | 사하구                    | 국도 제77호선과 중복                  |
| 하단 교차로                     | 낙동대로 승학로 하신중앙로                  | 부산광역시 | 사하구                    | 국도 제77호선과 중복                  |
| 당리역                          |                                             | 부산광역시 | 사하구                    | 국도 제77호선과 중복                  |
| (사하구청입구)                  | 낙동대로398번길                             | 부산광역시 | 사하구                    | 국도 제77호선과 중복 상행 좌회전 불가 |
| 당리주민센타사거리              | 다대로 낙동대로372번길                      | 부산광역시 | 사하구                    | 국도 제77호선과 중복                  |
| 사하역                          |                                             | 부산광역시 | 사하구                    | 국도 제77호선과 중복                  |
| 사하초등삼거리 (사하초등학교)   | 장평로                                      | 부산광역시 | 사하구                    | 국도 제77호선과 중복                  |
| 괴정사거리 (괴정역)             | 사하로 낙동대로216번길                      | 부산광역시 | 사하구                    | 국도 제77호선과 중복                  |
| 괴정초등학교 대티역             |                                             | 부산광역시 | 사하구                    | 국도 제77호선과 중복                  |
| 대티터널                        |                                             | 부산광역시 | 사하구                    | 국도 제77호선과 중복 연장 401m        |
| 대티터널                        | 서구                                        | 부산광역시 |                           | 국도 제77호선과 중복 연장 401m        |
| 서대신사거리 (서대신역)         | 대영로 대티로 구덕로321번길                 | 부산광역시 | 국도 제77호선과 중복      |                                       |
| 구덕운동장                      | 꽃마을로                                    | 부산광역시 | 국도 제77호선과 중복      |                                       |
| 구덕운동장삼거리                | 망양로                                      | 부산광역시 | 국도 제77호선과 중복      |                                       |
| 동대신사거리 (동대신역)         | 대영로                                      | 부산광역시 | 국도 제77호선과 중복      |                                       |
| 부용사거리                      | 부용로                                      | 부산광역시 | 국도 제77호선과 중복      |                                       |
| 동아대학교 부민캠퍼스           |                                             | 부산광역시 | 국도 제77호선과 중복      |                                       |
| 부민사거리                      | 대청로 임시수도기념로                       | 부산광역시 | 국도 제77호선과 중복      |                                       |
| 토성역 부산대학교병원           |                                             | 부산광역시 | 국도 제77호선과 중복      |                                       |
| 토성동역앞                      | 까치고개로                                  | 부산광역시 | 국도 제77호선과 중복      |                                       |
| 충무동사거리                    | 충무대로 자갈치로                           | 부산광역시 | 국도 제77호선과 중복      |                                       |
| 자갈치 교차로 (자갈치역)        | 보수대로 자갈치로15번길                     | 부산광역시 | 국도 제77호선과 중복      |                                       |
| 자갈치 교차로 (자갈치역)        | 보수대로 자갈치로15번길                     | 부산광역시 | 국도 제77호선과 중복      | 중구                                  |
| 남포사거리                      | 중구로 자갈치로37번길                       | 부산광역시 | 국도 제77호선과 중복      |                                       |
| 남포역                          |                                             | 부산광역시 | 국도 제77호선과 중복      |                                       |
| 옛시청 교차로 (옛시청사거리)    | 국도 제7호선 (중앙대로) 태종로              | 부산광역시 | 국도 제77호선과 중복 종점 |                                       |

## 도로명
전라남도
- 신안군 장산면 북강항 ~ 앤두선착장 : 장산로
- 신안군 신의면 상태서리 ~ 하태나루터 : 신의로
- 신안군 하의면 봉도선착장 ~ 당두선착장 : 하의로
- 신안군 도초면 죽연리 ~ 비금면 가산리 : 서남문로
- 신안군 암태면 추포보건진료소 ~ 소작인항쟁비공원 : 승봉로
- 신안군 암태면 소작인항쟁비공원 ~ 기동삼거리 : 중부로
- 신안군 암태면 기동삼거리 ~ 오도 교차로 : 박달로
- 신안군 암태면 오도 교차로 ~ 압해읍 송공 교차로 : 천사대교로
- 신안군 압해읍 송공 교차로 ~ 목포시 연산동 산정 교차로 : 압해로
- 목포시 연산동 산정 교차로 ~ 목포 나들목 : 고하대로
- 목포 나들목 ~무안군 삼향읍 죽림 분기점 : 서해안고속도로
- 무안군 삼향읍 죽림 분기점 ~ 삼호읍 서호 교차로 : 무영로
- 무안군 삼호읍 서호 교차로 ~ 순천시 도사동 호현삼거리 : 녹색로
- 순천시 도사동 호현삼거리 ~ 덕연동 팔마사거리 : 남승룡로
- 순천시 덕연동 팔마사거리 ~ 왕조동 조례사거리 : 백강로
- 순천시 왕조동 조례사거리 ~ 상비 교차로 : 순광로
- 순천시 왕조동 상비 교차로 ~ 해룡면 신대 교차로 : 무평로
- 순천시 해룡면 신대 교차로 ~ 광양시 진월면 섬진강대교 : 충무공로

경상남도
- 하동군 하동읍 섬진강대교 ~ 사천시 곤명면 봉계2교 : 충무공로
- 사천시 곤명면 봉계2교 ~ 진주시 내동면 내동 교차로 : 경서대로
- 진주시 내동면 내동 교차로 ~ 정촌면 화개 교차로 : 순환로
- 진주시 정촌면 화개 교차로 ~ 가호동 옥산 교차로 : 정촌우회로
- 진주시 가호동 옥산 교차로 ~ 창원시 마산합포구 진전면 대산 교차로 : 진마대로
- 창원시 마산합포구 진전면 대산 교차로 ~ 성산구 양곡 나들목 : 남해안대로
- 창원시 성산구 양곡 나들목 ~ 진해구 녹송교 : 진해대로

부산광역시
- 강서구 녹송교 ~ 사하구 하단 교차로 : 낙동남로
- 사하구 하단 교차로 ~ 서구 대신사거리 : 낙동대로
- 서구 대신사거리 ~ 구덕운동장삼거리 : 망양로
- 서구 구덕운동장삼거리 ~ 중구 옛시청 교차로 : 구덕로

## 자동차 전용도로 구간
아래 구간은 국토교통부에서 지정한 자동차 전용도로 구간이므로 보행자, 자전거 등은 통행할 수 없다. 이륜자동차 (모터사이클 혹은 오토바이)는 긴급자동차 (싸이카 및 소방용 모터사이클 등)에 한해 통행이 가능하며, 그 밖의 이륜자동차와 경운기, 우마차, 트랙터, 손수레는 통행할 수 없다.
| 도로명               | 시점                                                  | 종점                                                    | 총연장 (km) | 차로수 | 지정일           |
| -------------------- | ----------------------------------------------------- | ------------------------------------------------------- | ----------- | ------ | ---------------- |
| 서해안고속도로       | 전라남도 목포시 대양동(목포 나들목)                   | 전라남도 무안군 삼향읍 맥포리(죽림 분기점)              | 4.405       | 4      | 2012년 10월 23일 |
| 무영로               | 전라남도 무안군 삼향읍 맥포리(죽림 분기점)            | 전라남도 영암군 학산면 은곡리(서영암 나들목)            | 15.2        | 4      | 2004년 9월 13일  |
| 에프1경주장로        | 전라남도 영암군 학산읍 은곡리(서영암 나들목)          | 전라남도 영암군 삼호읍 서호리(서호 교차로)              | 15.2        | 4      | 2004년 9월 13일  |
| 충무공로             | 전라남도 순천시 해룡면 월전리                         | 전라남도 광양시 광양읍 세풍리(세풍 교차로)              | 5.8         | 4      | 2004년 9월 13일  |
| 충무공로             | 전라남도 광양시 광양읍 세풍리(세풍 교차로)            | 전라남도 광양시 성황동(성황 교차로)                     | 9.3         | 4      | 2006년 12월 27일 |
| 충무공로             | 전라남도 광양시 성황동(성황 교차로)                   | 전라남도 광양시 진월면 마룡리(마룡 교차로)              | 7.81        | 4      | 2018년 12월 13일 |
| 순환로               | 경상남도 진주시 내동면 독산리(내동 교차로)            | 경상남도 진주시 정촌면 화개리(화개 교차로)              | 7.0         | 4      | 2011년 6월 10일  |
| 정촌우회로           | 경상남도 진주시 정촌면 화개리(화개 교차로)            | 경상남도 진주시 가좌동(옥산 교차로)                     | 7.0         | 4      | 2011년 6월 10일  |
| 남해안대로(마창대교) | 경상남도 창원시 마산합포구 현동(현동 교차로)          | 경상남도 창원시 성산구 양곡동(양곡 나들목)              | 8.59        | 4      | 2008년 6월 19일  |
| 남해안대로           | 경상남도 창원시 마산합포구 진전면 오서리(임곡 교차로) | 경상남도 창원시 마산합포구 진동면 인곡리(신대방 교차로) | 8.45        | 4, 6   | 2010년 5월 31일  |
| 남해안대로           | 경상남도 창원시 성산구 양곡동(양곡 나들목)            | 경상남도 창원시 성산구 완암동(완암 나들목)              | 2.908       | 4      | 2013년 10월 7일  |

## 중앙버스전용차로
- 2008년 7월 2일부터 부산에서는 최초로 낙동남로의 하단교차로 ~ 낙동강하구둑 입구 구간에서 중앙버스전용차로제가 시범 실시되었으며, 동년 7월 14일부터 본격적으로 실시되고 있다. 원리는 서울에서 실시되고 있는 중앙전용차로와 같으나, 차이점은 서울과는 달리 평일 출ㆍ퇴근 시간에만 운영되며, 토ㆍ일ㆍ공휴일 및 평일의 다른 시간대에는 일반 차로로 운영된다.
- 버스전용차로 운영시간은 토 · 일 · 공휴일을 제외한 출근시간 (07:00 ∼ 09:00)과 퇴근시간 (17:30 ∼ 20:30)으로 시내버스, 마을버스 등 대중교통과 36인승 이상 대형 승합자동차의 통행이 가능하다.